# Naturschutzgebiet 'Weichser Moos'
Naturschutzgebiet 'Weichser Moos' este o arie protejată (arie specială de conservare — SAC, sit de importanță comunitară — SCI) din Germania întinsă pe o suprafață de 57,85 ha, integral pe uscat.

## Localizare
Centrul sitului Naturschutzgebiet 'Weichser Moos' este situat la coordonatele 48°22′58″N 11°25′54″E / 48.3828°N 11.4317°E.

## Înființare
Situl Naturschutzgebiet 'Weichser Moos' a fost declarat sit de importanță comunitară în martie 2001 pentru a proteja 4 specii de animale. Situl a fost protejat și ca arie specială de conservare în aprilie 2016.

## Biodiversitate
Situată în ecoregiunea continentală, aria protejată conține 3 habitate naturale: Pajiști cu Molinia pe soluri calcaroase, turboase sau argilos-nămoloase (Molinion caeruleae), Liziere de ierburi înalte hidrofile de câmpie și de nivel montan până la alpin, Fânețe de joasă altitudine (Alopecurus pratensis, Sanguisorba officinalis).
La baza desemnării sitului se află mai multe specii protejate:
- păsări (1): sfrâncioc roșiatic (Lanius collurio)
- nevertebrate (3): phengaris nausithous (Maculinea nausithous), Maculinea teleius, Vertigo angustior